# InfoVía
InfoVía fue una red paralela a Internet lanzada al público por Telefónica el 4 de septiembre de 1995 cuando ésta aún era un monopolio. InfoVía funcionaba sobre la red telefónica conmutada con el protocolo TCP/IP, lo que también permitía el acceso a Internet a través de ella. El acceso directo a Internet era ofrecido únicamente a mayoristas. El cliente minorista o final debía contratar los servicios a otros proveedores como Goya, Sarenet o Servicom. Debido a su alto coste (la llamada telefónica de acceso se tarificaba por tiempo de conexión) y baja calidad del servicio se estableció su desactivación para el 1 de diciembre de 1998 dejando paso a InfoVía Plus y coincidiendo con la liberalización del sector de las telecomunicaciones. El cierre se hizo por orden ministerial de la Comisión del Mercado de las Telecomunicaciones, emitida el 12 de marzo de 1998. InfoVía fue el sucesor de Ibertex.

## Funcionamiento
Los usuarios debían disponer de un programa universal en su PC llamado «browser» o navegador web (basado en Mosaic) adaptado por Telefónica, y un módem. La conexión se realizaba marcando el número 055, siendo igual para todas las provincias, el cual comunicaba con el centro de servicios InfoVía. En el 055 los usuarios disponían de directorios temáticos y alfabéticos de los proveedores de servicios de todo el mundo que habían firmado acuerdos con Telefónica. No había necesidad de usar los directorios. Se podía escribir directamente la dirección del servicio que se quería consultar. El navegador web era compatible con Windows 3.1, Windows 95, Macintosh y OS/2. Con el navegador se accedía al correo electrónico, FTP, Telnet, Mosaic (servía el acceso a la World Wide Web) y ping.

### InfoVia Plus
InfoVia Plus fue creada por Telefónica en 1999 con la finalidad de suceder a InfoVia, debido a que esta última era incapaz de sostener la totalidad de las conexiones además de ofrecer un escaso ancho de banda. Desde el punto de vista del usuario final el funcionamiento era el mismo, con la única diferencia del número de teléfono a marcar ya que se dejó de usar a nivel nacional el 055 empleado por InfoVia.

## Arquitectura
Se tomó una Clase A de direcciones IP (10.0.0.0-10.255.255.255), de tal manera que si una de estas IP consiguiera acceder a Internet, no causaría mayores problemas, dado que eran direcciones no válidas en la misma. Al acceder a Internet la dirección en ese momento era la que el proveedor asignaba.
La red era gestionada por un servidor RADIUS de Telefónica, incompatible con el estándar y con el que se conseguía la separación de la red del resto de Internet. Para ello al configurar el acceso se especificaba el usuario mediante la combinación «usuario@proveedor», de forma que el Centro Servidor de InfoVía (CSIV) sabía a qué Centro Proveedor de InfoVía (CPI) tenía que lanzar la petición de validación de usuario. Existían tres CSIV, situados en Madrid, Barcelona y Valencia, con la particularidad que si alguno fallaba, los otros dos tomarían la carga.
El ancho de banda del servicio era de 28 kbps. También era posible conectar a Infovía mediante GSM con un PC portátil y un teléfono móvil. Se obtenía un ancho de banda de 9.6 kbps. Usando RDSI, el ancho de banda era de 128 kbps (2·64 kbps). El RDSI era usado por instituciones y grandes clientes.

### InfoVia Plus
InfoVia Plus contaba con 140 nodos repartidos por todo el territorio español, con un número telefónico distinto para cada uno de ellos. Esta distribución ofrecía mejor disponibilidad de servicio.
La modernización de la red de InfoVía permitió el uso de módems con las nuevas normas V.90, lo que permitía alcanzar una velocidad de 56 kbps, doblando el ancho de banda de InfoVía.
A día de hoy el servicio sigue levantado con algunos nodos provinciales operativos. La lista de números se puede encontrar en una web desde 1998. Aquí.